# Philip Pargeter

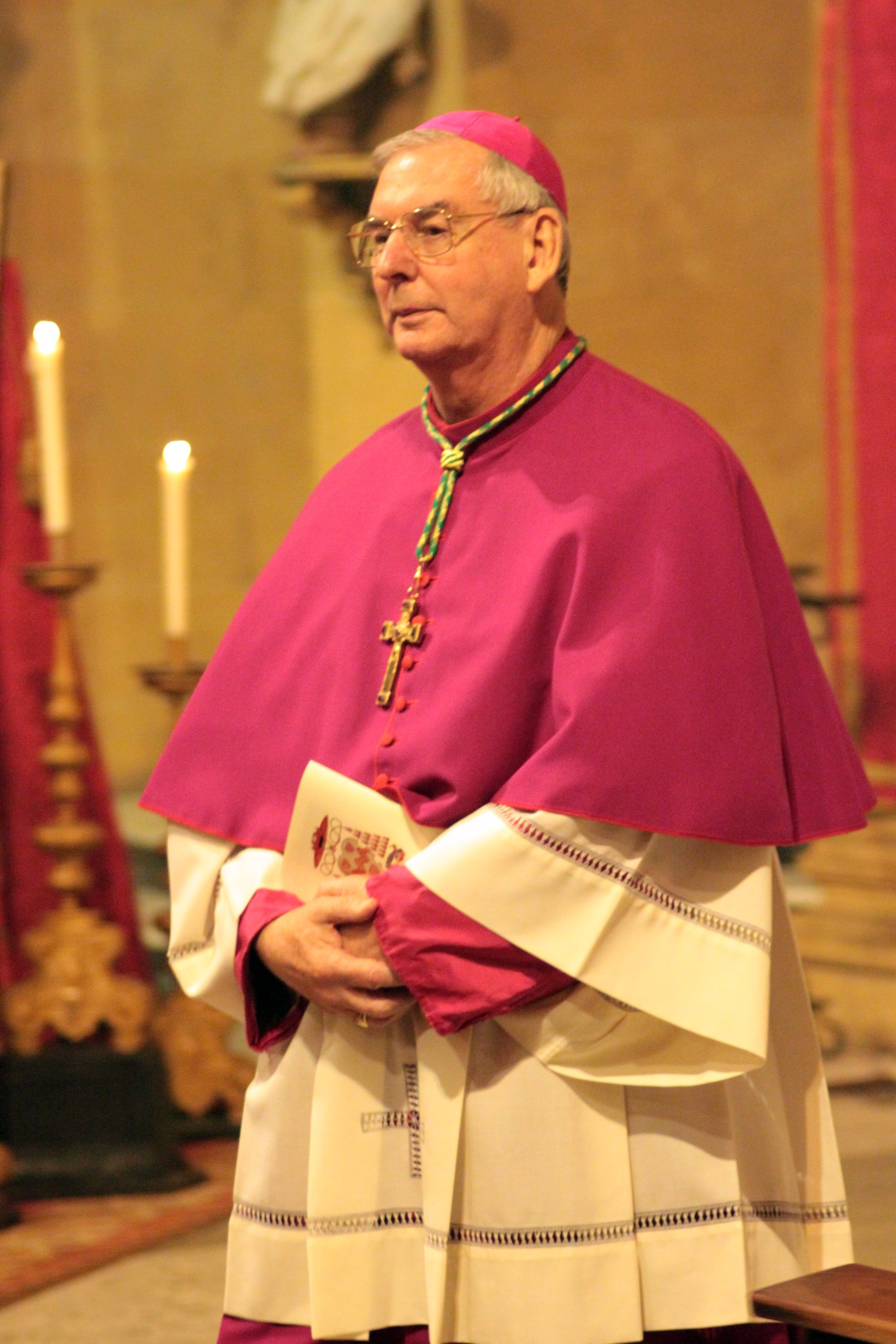
Philip Pargeter

Philip Pargeter (* 13. Juni 1933 in Wolverhampton) ist ein englischer Geistlicher und emeritierter Weihbischof in Birmingham.

## Leben
Philip Pargeter empfing am 21. Februar 1959 die Priesterweihe und wurde in den Klerus des Bistums Birmingham inkardiniert. Johannes Paul II. ernannte ihn am 20. November 1989 zum Weihbischof in Birmingham und Titularbischof von Valentiniana.
Der Erzbischof von Birmingham, Maurice Noël Léon Couve de Murville, spendete ihm am 21. Februar des nächsten Jahres die Bischofsweihe; Mitkonsekratoren waren Geoffrey Burke, Weihbischof in Salford, und Joseph Gray, Bischof von Shrewsbury.
Am 31. Juli 2009 nahm Papst Benedikt XVI. seinen altersbedingten Rücktritt an.
Philip Pargeter ist Großoffizier des Ritterordens vom Heiligen Grab zu Jerusalem.